# العباقرة
العباقرة هو برنامج مسابقات تلفزيوني يذاع على قناة القاهرة والناس وقناة الحياة ويقدمه عصام يوسف ومن إخراج ميلاد أبي رعد، انطلق عام 2016 كبرنامج مسابقات لطلاب المدارس من المتفوقين من جميع أنحاء مصر، إنطلق البرنامج تحت شعار "التعليم في مصر أولوية أولى" بغرض تحفيز الطلاب على المعرفة والثقافة، كذلك يساهم البرنامج في تطوير التعليم حيث تخصص الشركات الراعية مبالغ على كل إجابة صحيحة ثم يتم إنفاقها على تطوير المدارس في مصر.
عقب نجاح فكرة البرنامج مع طلاب المدارس تم تنفيذ نماذج أخرى للبرنامج مثل (العباقرة عائلات) حيث يتم استضافة عائلات و (العباقرة تمريض) لطلاب كليات التمريض و(العباقرة قادرون باختلاف) لذوي الهمم و(العباقرة جامعات) لطلبة الجامعات و(العباقرة أصحاب) والذي يتكون من فرق مختلطة وبأعمار مختلفة ومن مراكز الشباب من مختلف المحافظات.
البرنامج من فكرة الأديب الراحل عبد التواب يوسف والذي سبق له تقديم برنامج مشابه "الكأس لمين" الذي عرض على التلفزيون المصري في الثمانيات وقام ابنه عصام بتطوير الفكرة وعرضها على القنوات التلفزيونية حتى وافقت القاهرة والناس على عرض البرنامج.
تم عرض البرنامج لأكثر من 30 موسم وأكثر من 1000 حلقة واستطاع تحقيق نجاح ضخم وكبير، وحصل على إشادة خاصة من الرئيس المصري عبد الفتاح السيسي، كذلك حصد البرنامج على تكريم من اليونيسيف وكذلك عدة جوائز منها برونزية "إيفي أوردز" العالمية عام 2019.

## إنشاء البرنامج
بدأت فكرة البرنامج عام 2011 عن طريق الروائي والمؤلف عصام يوسف عندما كتب روايته "ربع جرام" وكان يزور عدد من الطلاب، وعندما ناقش الأمر مع والده عبد التواب يوسف الأديب المعروف اقترح عليه عمل البرنامج والذي سبق له تقديم برنامج مشابه وهو "الكأس لمين" والذي عرض على التلفزيون في الثمانيات.
عمل عصام يوسف على تطوير الفكرة والذي كان بمثابة إعادة إحياء برنامج والده بشكل عصري، وبعدها قام بعرض البرنامج على عدة قنوات لكنها رفضت الفكرة حتى وافقت قنوات القاهرة والناس على إطلاق البرنامج عام 2016.

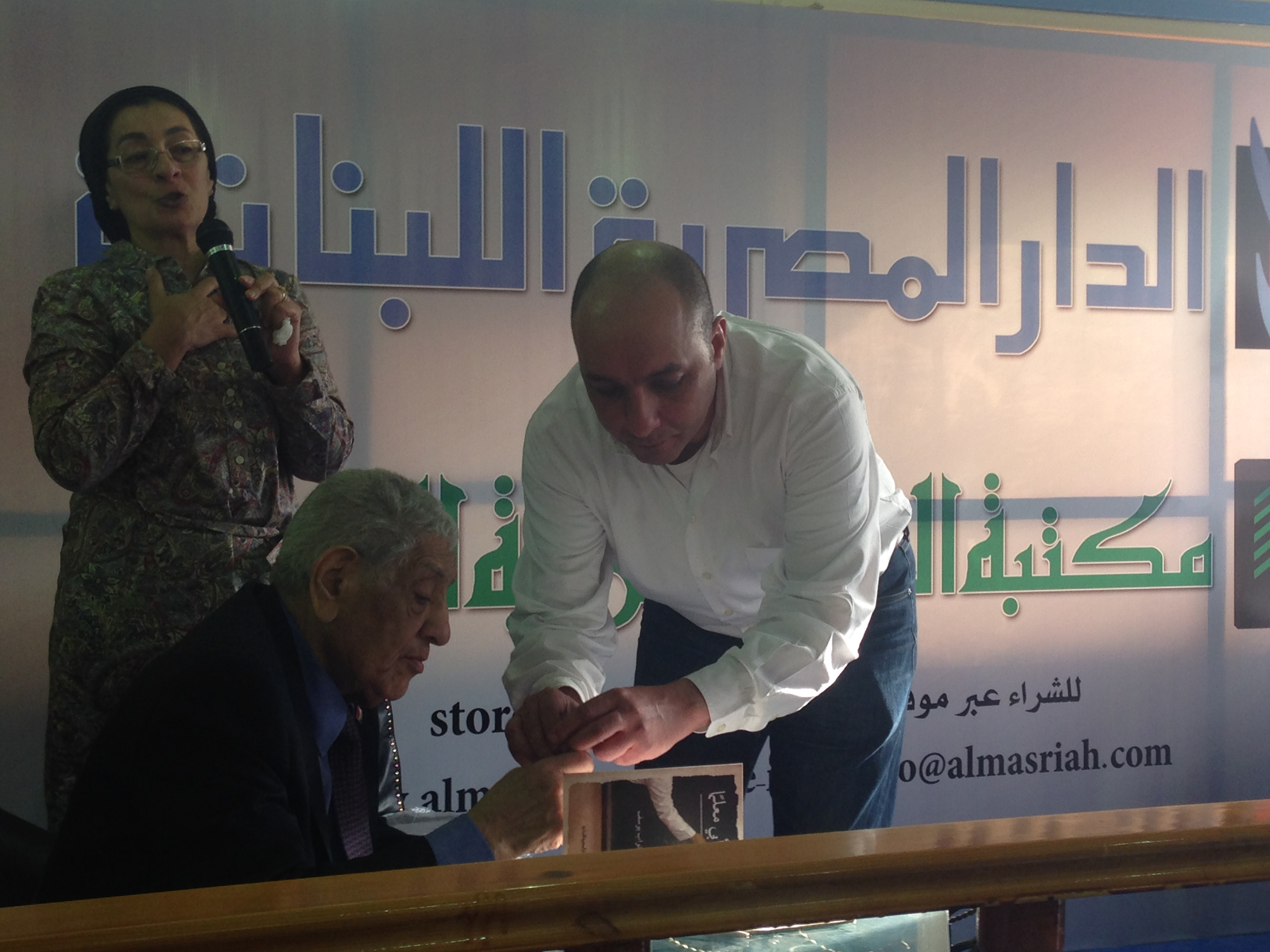
صورة تجمع عصام يوسف مع والده الراحل عبد التواب يوسف

حاول بعدها التواصل مع بعض المقدمين المعروفين لتقديم البرنامج ولكن نتيجة الرفض أو مغالاة بعضهم في الأجور أضطر عصام يوسف لتقديم البرنامج بنفسه والذي كان لا يتمتع بأي خبرة كمقدم تلفزيوني، ولكن بعد عرض البرنامج استطاع تحقيق نجاح جماهيري واسع وكبير مما جعل القناة تقوم بعمل مواسم لاحقة للبرنامج. كما حظي البرنامج بدعم عدد من وزراء والذين شاركوا بأنفسهم في أحداث ومؤتمرات تابعة للبرنامج.
قامت العديد من الشركات والمؤسسات برعاية البرنامج مثل البنك الأهلي المصري، ويتم تخصيص عائدات البرنامج لصالح تطوير المدارس في مصر.

## عرض البرنامج
تم عرض البرنامج في أكثر من 30 موسم، في البداية أعتمد على استقطاب طلاب المدارس بواقع فريق من كل مدرسة يضم 4 متسابقين ويتم عمل منافسة بين فريقين كل حلقة، ويتم طرح أسئلة ثم احتساب نقاط صحيحة لكل سؤال، وفي بعض الفقرات يحق للفريق المنافس الإجابة على السؤال الموجه للفريق الأخر وإذا كانت الإجابة صحيحة تحسب له النقاط.
وبعد نجاح الفكرة مع طلبة المدارس قام بعمل تنويع للمسابقات حيث قدمت منافسات فردية للمتفوقين واختيار فائز منهم، ثم قام بتقديم (العباقرة جامعات) لطلبة الجامعات، وبعدها تم تقديم (العباقرة عائلات) حيث يتم استضافة عائلات الطلاب المتفوقين، وبعدها قدم (العباقرة قادرون باختلاف) لذوي الهمم، ثم (العباقرة أصحاب) وهي مسابقة مفتوحة لكل الأعمار ويقوم المتسابقين بتكوين فرق والمشاركة بها في البرنامج.

## الفقرات
فقرات الحلقة تنقسم إلى: العلم - المعرفة - الفنون - تحت الضغط -  ضربات الجزاء - عجلة الحظ، كذلك يحصل كل فريق على ( بطاقة جوكر) والتي تمكنهم من إضافة 10 نقاط لسؤال في فقرة العلم وفي فقرة عجلة الحظ.
في أغلب المسابقات تكون الأسئلة المطروحة أسئلة جماعية (يجيب عنها أي فرد من أعضاء الفريق) أو أسئلة موجهه للاعب واحد معين مثل ضربات الجزاء، ولكن في بعض الحلقات (حلقات اختيار أفضل لاعب) لم تعتمد على فكرة الفرق بل منافسة مفتوحة بين الجميع وتحسب النقاط بشكل فردي.

## المواسم
قدم البرنامج 13 موسم حتى الآن:
| الموسم | نوع المتسابقين                 | تاريخ عرضه | عدد الحلقات | ملاحظات |
| ------ | ------------------------------ | ---------- | ----------- | ------- |
| 1      | طلاب المدارس                   | 2016       | 30 حلقة     |         |
| 2      | طلاب المدارس                   | 2017       | 31 حلقة     |         |
| 3      | طلاب المدارس                   | 2017       | 32 حلقة     |         |
| 4      | طلاب المدارس - جامعات - عائلات | 2018       | 41 حلقة     |         |
| 5      | طلاب المدارس - جامعات - عائلات | 2018       | 28 حلقة     |         |
| 6      | طلاب المدارس                   | 2019       | 30 حلقة     |         |
| 7      | طلاب مدارس - عائلات            | 2019       | 30 حلقة     |         |
| 8      | طلاب مدارس                     | 2019       | 28 حلقة     |         |
| 9      | طلاب مدارس - منافسات فردية     | 2020       | 28 حلقة     |         |
| 10     | طلاب مدارس                     | 2021       | 30 حلقة     |         |
| 11     | طلاب مدارس                     | 2021       | 30 حلقة     |         |
| 12     | طلاب مدارس                     | 2022       | 30 حلقة     |         |
| 13     | طلاب مدارس                     | 2022       | 30 حلقة     |         |

## الجوائز والتكريم
حصل البرنامج على برونزية "إيفي أوردز" العالمية عام 2019.